# Platanthera yangmeiensis
Platanthera yangmeiensis là một loài thực vật có hoa trong họ Lan. Loài này được T.P.Lin miêu tả khoa học đầu tiên năm 1980.